# Villanueva del Conde
Villanueva del Conde es un municipio y localidad española de la provincia de Salamanca, en la comunidad autónoma de Castilla y León. Se integra en la comarca de la Sierra de Francia. Pertenece al partido judicial de Béjar y a la Mancomunidad Sierra de Francia.
Su término municipal está formado por un solo núcleo de población, ocupa una superficie total de 12,99 km² y según los datos demográficos recogidos en el padrón municipal elaborado por el INE en el año 2024, cuenta con una población de 174 habitantes.

## Geografía
El pueblo se encuentra situado en el límite del parque natural de Las Batuecas-Sierra de Francia, aunque está en proyecto que se incluya en el futuro parque natural de Las Quilamas, sierra que se encuentra en su límite territorial por el nordeste y donde antiguamente habitaban buitres. 
Su entorno natural es incomparable dominado por robles, castaños y sotobosque siendo la jara el principal protagonista. Dispone de varios senderos de pequeño recorrido y uno de gran recorrido. Los pueblos del alrededor (Miranda del Castañar, San Martín del Castañar, La Alberca, Mogarraz, Sequeros, San Miguel del Robledo, etc.) comparten muchas de las peculiaridades de Villanueva del Conde, especialmente la arquitectura de sus casas, formando todos ellos un conjunto casi único dentro de España.
| Noroeste: San Miguel del Robledo | Norte: Navarredonda de la Rinconada | Nordeste: Garcibuey           |
| Oeste: Sequeros                  |                                     | Este: Santibáñez de la Sierra |
| Suroeste: Mogarraz               | Sur: Cepeda                         | Sureste: Miranda del Castañar |

## Historia

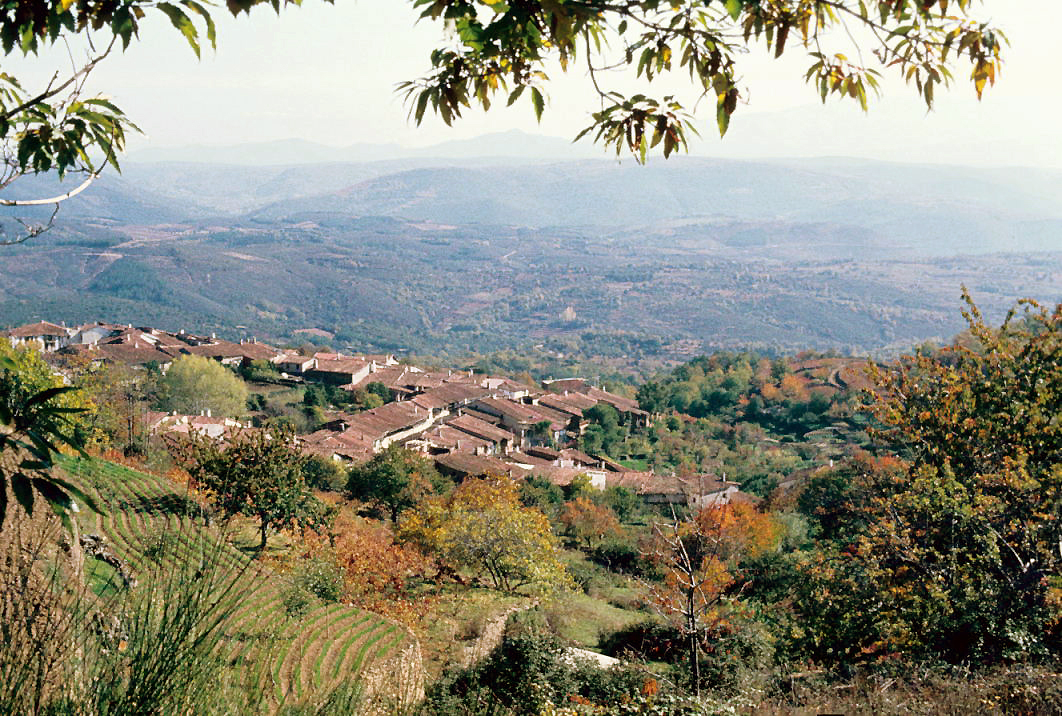
Villanueva del Conde a comienzos de los años 1980

La fundación de Villanueva del Conde se encuadra en el proceso de repoblación llevado a cabo por los reyes leoneses en la Edad Media en la Sierra de Francia. De este modo, Villanueva del Conde pasó a formar parte del alfoz de Miranda del Castañar tras la creación de éste por el rey Alfonso IX de León en 1213, poseyendo entonces el nombre de Aldea el Conde, tomando posteriormente el título de villa al que debe su denominación «Villanueva», mientras que el «del Conde» haría referencia a los condes de Miranda. Con la creación de las actuales provincias en 1833, Villanueva del Conde fue incluido en la provincia de Salamanca, dentro de la Región Leonesa.

## Demografía
Villanueva del Conde cuenta con una población de 174 habitantes (INE 2024).
| Gráfica de evolución demográfica de Villanueva del Conde entre 1842 y 2021                                          |
| |
| Población de derecho según los censos de población del INE Población de hecho según los censos de población del INE |

Según el Instituto Nacional de Estadística, Villanueva tenía, a 31 de diciembre de 2018, una población total de 159 habitantes, de los cuales 80 eran hombres y 79 mujeres. Respecto al año 2000, el censo refleja 257 habitantes, de los cuales 134 eran hombres y 123 mujeres. Por lo tanto, la pérdida de población en el municipio para el periodo 2000-2018 ha sido de 98 habitantes, un 38 % de descenso.

## Administración y política
| Periodo   | Nombre                                   | Partido | Partido                                  |
| --------- | ---------------------------------------- | ------- | ---------------------------------------- |
| 1979-1983 | Esteban Sánchez Martín                   |         | Unión de Centro Democrático (UCD)        |
| 1983-1987 | Emilio Sánchez Prieto                    |         | Partido Socialista Obrero Español (PSOE) |
| 1987-1991 | Manuel Masegosa Martínez                 |         | Partido Socialista Obrero Español (PSOE) |
| 1991-1991 | Manuel Caballero Ramos                   |         | Centro Democrático y Social (CDS)        |
| 1991-1995 | Luis Martín Quintero                     |         | Partido Socialista Obrero Español (PSOE) |
| 1995-2007 | Florentino Martín Robles                 |         | Partido Popular (PP)                     |
| 2007-2023 | Francisco Javier García Hidalgo          |         | Partido Popular (PP)                     |
| 2023-2025 | Miriam Ágreda Ruano                      |         | España Vaciada (EV)                      |
| 2025-act. | José Luis López Rodríguez (en funciones) |         | España Vaciada (EV)                      |

| Partido político                         | 2023  | 2023  | 2023       | 2019  | 2019  | 2019       | 2015  | 2015  | 2015       | 2011  | 2011  | 2011       | 2007  | 2007  | 2007       | 2003  | 2003  | 2003       |
| Partido político                         | %     | Votos | Concejales | %     | Votos | Concejales | %     | Votos | Concejales | %     | Votos | Concejales | %     | Votos | Concejales | %     | Votos | Concejales |
| España Vaciada (EV)                      | 61,54 | 80    | 4          | –     | –     | –          | –     | –     | –          | –     | –     | –          | –     | –     | –          | –     | –     | –          |
| Partido Popular (PP)                     | 18,46 | 24    | 1          | 62,91 | 95    | 4          | 58,33 | 98    | 4          | 57,67 | 94    | 4          | 55,75 | 97    | 4          | 56,35 | 111   | 4          |
| Partido Socialista Obrero Español (PSOE) | 21,54 | 28    | 0          | 24,50 | 37    | 1          | 6,55  | 11    | 0          | 7,98  | 13    | 0          | 40,80 | 71    | 1          | 21,83 | 43    | 1          |
| Ciudadanos (CS)                          | –     | –     | –          | 16,56 | 25    | 0          | –     | –     | –          | –     | –     | –          | –     | –     | –          | –     | –     | –          |
| Equo                                     | –     | –     | –          | –     | –     | –          | 36,90 | 62    | 1          | –     | –     | –          | –     | –     | –          | –     | –     | –          |
| Alternativa Sierra Viva (ASV)            | –     | –     | –          | –     | –     | –          | –     | –     | –          | 31,90 | 52    | 1          | –     | –     | –          | –     | –     | –          |
| Unión del Pueblo Salmantino (UPSa)       | –     | –     | –          | –     | –     | –          | –     | –     | –          | –     | –     | –          | –     | –     | –          | 21,32 | 42    | 0          |

El alcalde de Villanueva del Conde no recibe ningún tipo de prestación económica por su trabajo al frente del Ayuntamiento (2017).

## Cultura

### Arquitectura tradicional y estructura urbana

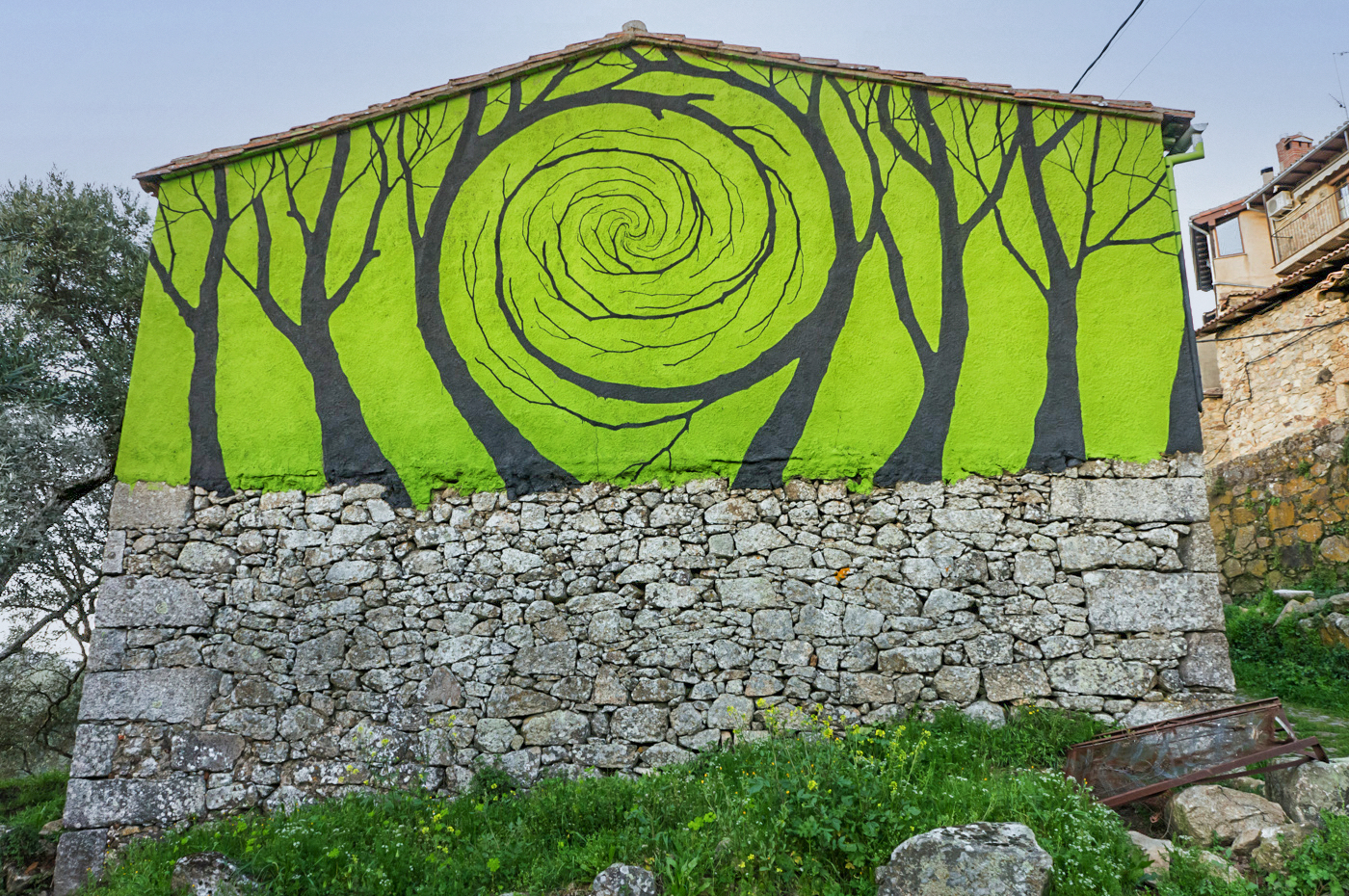
Intervención artística en el contexto del Camino de los Prodigios

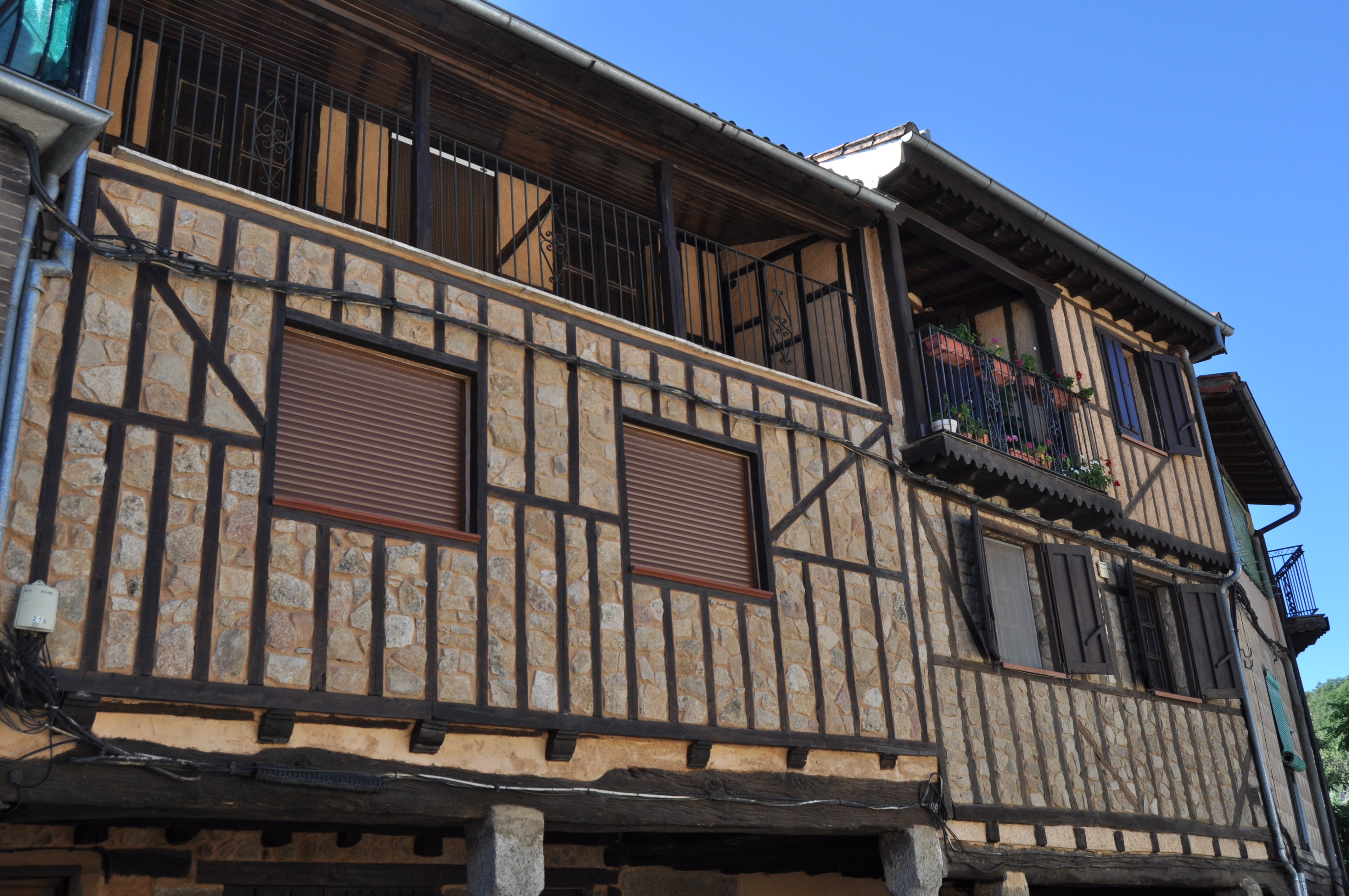
Arquitectura tradicional

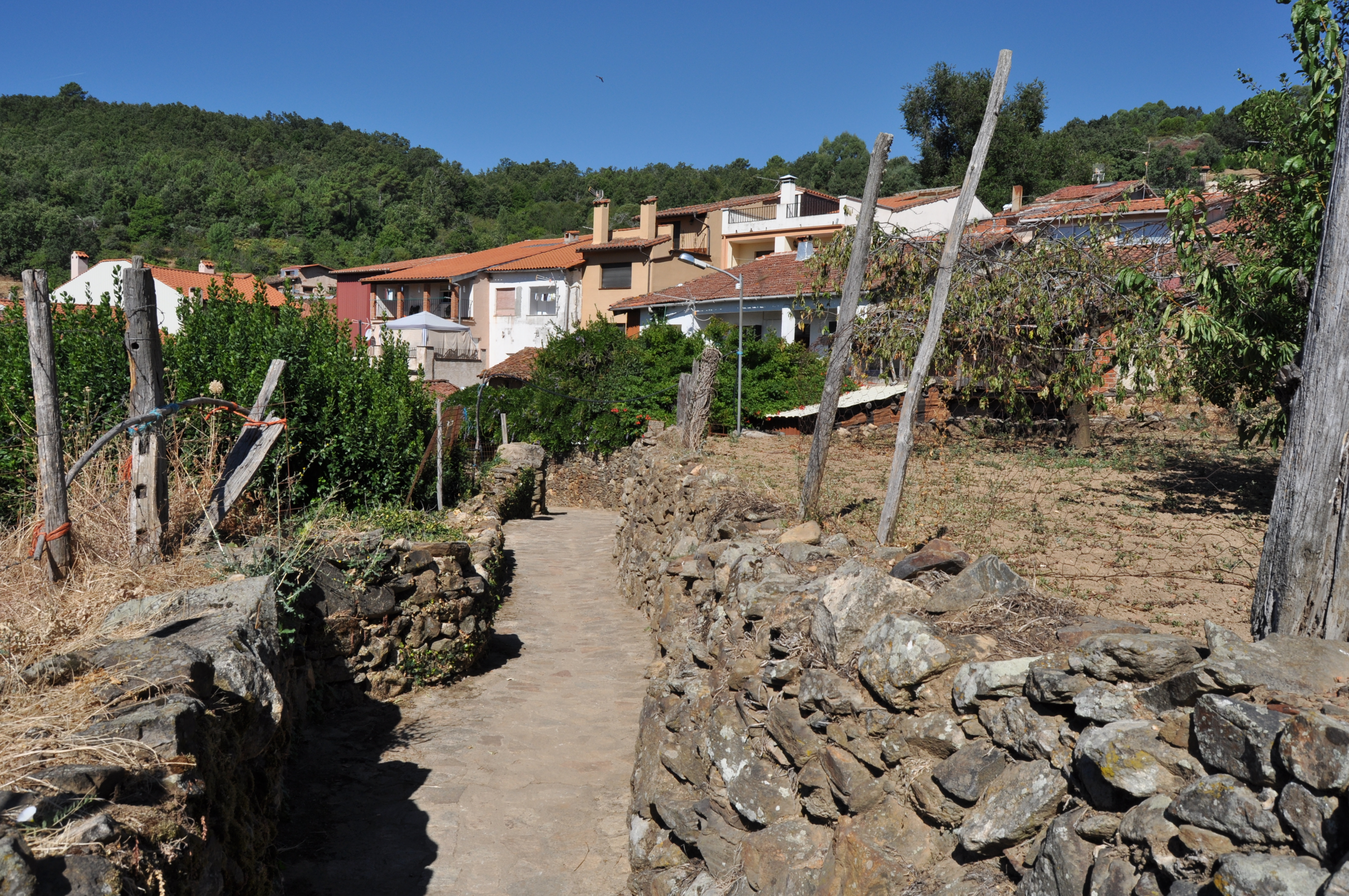
Interior del núcleo urbano

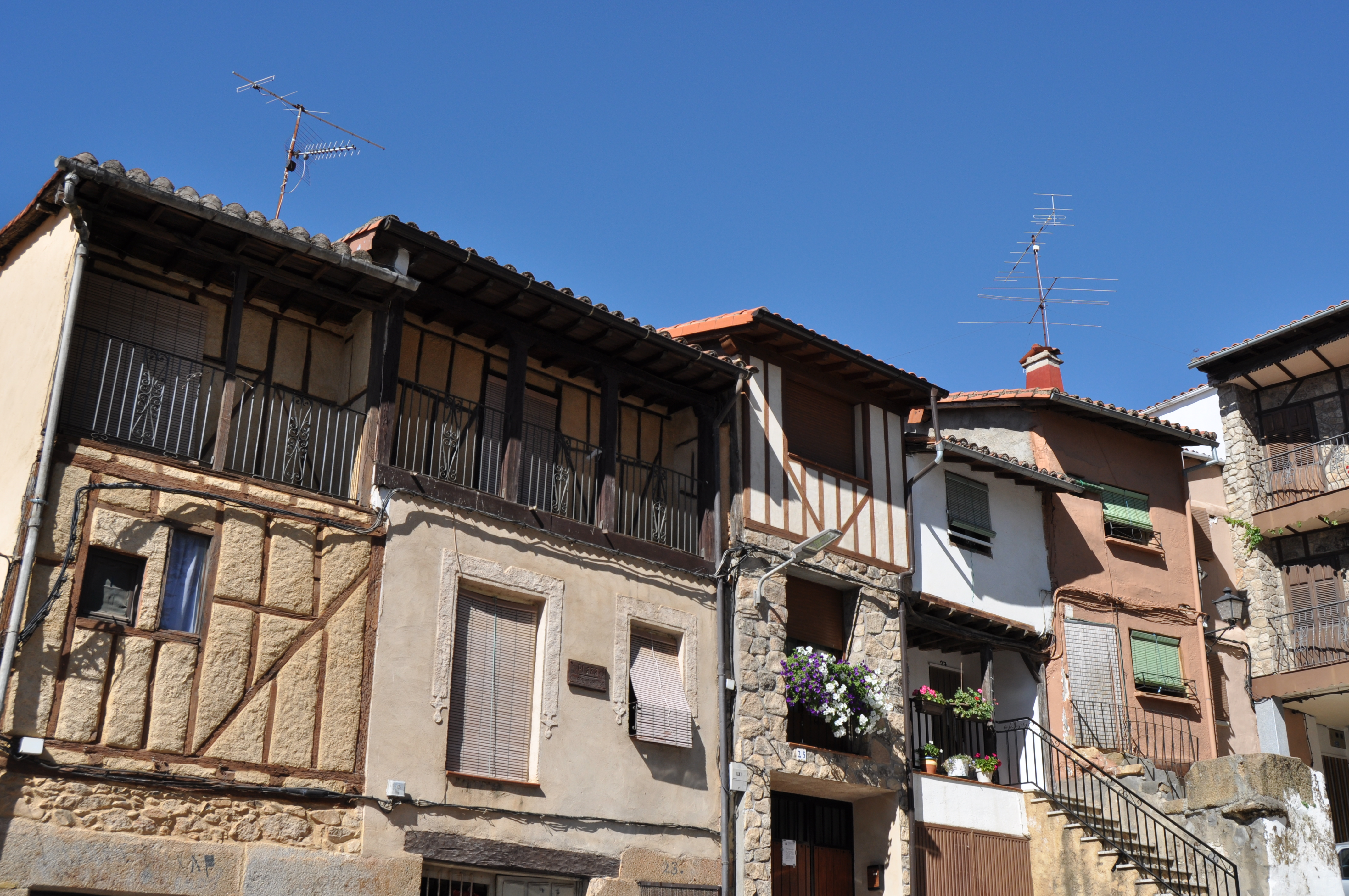
Edificios de la plaza Mayor

La gran peculiaridad de este pueblo es la disposición de sus casas en forma de núcleo amurallado perfectamente cerrado, una arquitectura que se ha ido conservando a lo largo de los siglos (estudios recientes datan del siglo XVIII el cierre completo del perímetro) y que está reproducida en pocos pueblos de Europa. El espacio interior cerrado se llama comúnmente «huertitas» y corresponden normalmente a los patios traseros de las casas. Se accede por medio de tres accesos practicados debajo de las casas y unidos por medio de las «callejinas» franqueadas por muros de piedra de un metro de altura.
A esta estructura defensiva contribuye la arquitectura tramonada que adquieren las casas donde la fachada del piso inferior está hecha completamente de mampostería, mayoritariamente granito, y la de los superiores con una combinación de tramones de madera dispuestos irregularmente y piedras típicas de la sierra salmantina que rellenan los huecos. A veces, el adobe también es usado para tal fin. 
Típicamente, las casas disponen de dos entradas, un grande que da acceso a la cuadra, y otra más pequeña que da acceso a la vivienda. En las construcciones antiguas, todavía se conserva la entrada principal situada a una cierta altura del nivel de calle cuyo desnivel es superado por una escalera de madera o mampostería. Los pisos superiores están reservados para la cocina y comedor mientras los inferiores para los dormitorios, al poder aprovechar así el calor natural que desprendían los animales que habitaban en el piso inmediatamente inferior donde se situaba la cuadra. La cocina dispone de chimenea que hace la doble función de cocinar y secar la matanza que se realiza a principios de diciembre. El corredor es otro elemento común en las fachadas de las casas, normalmente rematado con barandas de madera, aunque también de pueden encontrar de forja.
El 10 de febrero de 2015 se inicia el procedimiento para que el municipio sea declarado Bien de Interés Cultural con Categoría de Conjunto Histórico, algo por lo que la corporación municipal llevaba varios años luchando.

### Habla
El lenguaje es típicamente serrano, originario de la lengua leonesa establecida en la zona durante el medievo, con características en las que se percibe la influencia del habla de Las Hurdes y palabras particulares del lugar como las "lares", las "estrebedes", "zacho", "banastas" o la "badila".
Todas las familias del pueblo tienen sus motes, como los "Lobos", el "quitapenas", los "Dientes", los "Canala" o los "Puñalines". Su término municipal se divide en áreas que tienen un nombre identificativo con un origen antiguo, como por ejemplo, la "Regüerta", el "Lombo", las "Cabezas" o el "Pico".

## Monumentos y lugares de interés

### Camino de los prodigios
El camino de los prodigios es una ruta circular de alrededor de 11 km de longitud que parte de Miranda del Castañar y pasa por Villanueva del Conde para terminar nuevamente en Miranda del Castañar. En él se pueden contemplar obras de los artistas Félix Curto, Alfredo Omaña, Marcos Rodríguez y Pablo S. Herrero. La obra de Alfredo Omaña destaca especialmente por sus instalaciones de camas en la naturaleza, la de Marcos Rodríguez por esculturas de animales en piedra, la de Félix Curto añade además frases célebres para la reflexión y la Pablo S. Herrero se centra en la intervención en fachadas, para camuflarlas o naturalizarlas en el paisaje.

## Personas destacadas
- Juan José Hidalgo, empresario.
- Ángel Robles, exalcalde.
- Manuel Marcos Robles, médico oftalmólogo.
- Kike Maíllo, director de cine [cita requerida].
- Vicente Robles Gómez (1914-†1936) beato.
- Francisco Gómez Marijuán (1906-1979), obispo de Malabo.